# Drosera humilis
Drosera humilis es una especie de planta perenne tuberosa perteneciente al género de plantas carnívoras Drosera que es endémica de Australia Occidental.

## Descripción
Tiene 3-5 semi-tallos erectos que alcanzan de 3 a 15 cm de largo con hojas carnívoras dispuestas en verticilos alrededor de los tallos. Florece de junio a septiembre.

## Distribución
Es nativa de una región de la Moore River al norte de Kalbarri y este a Ajana y Wongan Hills. Crece en brezales de suelos arenosos que se mantienen húmedos en invierno.

## Taxonomía
Fue formalmente descrita por primera vez por Jules Emile Planchon en 1848. Por dos veces el taxón fue reorganizado y asignada a un rango taxonómico como D. stolonifera, una vez en 1906 por Ludwig Diels y otra vez en 1982 por Neville Graeme Marchant. Fue publicado en Annales des Sciences Naturelles; Botanique, sér. 3 9: 300. 1848.

Etimología
Drosera: tanto su nombre científico –derivado del griego δρόσος (drosos): "rocío, gotas de rocío"– como el nombre vulgar –rocío del sol, que deriva del latín ros solis: "rocío del sol"– hacen referencia a las brillantes gotas de mucílago que aparecen en el extremo de cada hoja, y que recuerdan al rocío de la mañana.
humilis: epíteto latino que significa "de bajo crecimiento".
Sinonimia
- Drosera stolonifera var. humilis (Planch.) Diels in H.G.A.Engler (ed.), Pflanzenr., IV, 112: 126 (1906).
- Drosera stolonifera subsp. humilis (Planch.) N.G.Marchant, in Fl. Australia 8: 384 (1982).
- Sondera humilis (Planch.) Chrtek & Slavíková, Novit. Bot. Univ. Carol. 13: 44 (1999 publ. 2000).[6]